# Dorum
Dorum est une ancienne commune allemande de l'arrondissement de Cuxhaven, Land de Basse-Saxe.
Le 1er janvier 2015, les communes de Cappel, Dorum, Midlum, Misselwarden, Mulsum, Nordholz, Padingbüttel et Wremen fusionneront pour former la nouvelle commune de Wurster Nordseeküste, dans l'arrondissement de Cuxhaven.

## Géographie
Le quartier de Neufeld se situe au bord de la mer du Nord et possède un port.
Dorum est traversé par un Landstraße entre Midlum et Bremerhaven. La commune est à six km de l'A 27. La gare de Dorum (Wesermünde), sur la ligne de Bremerhaven à Cuxhaven, reçoit régulièrement des passagers l'été.

## Histoire
Le nom de "Dorum" est mentionné pour la première fois en 1312. Auparavant on a donné au même lieu les noms de "Dornem", "Thornum". "Dorn"-"hem" vient du frison (et bas allemand) : "dorn" signifie "épine" et "hem", "cité".
Le 16 juillet 1757, un incendie détruit le village en deux heures. Parmi les réfugiés, il y a le futur pasteur de Lilienthal, Johann Wilhelm Hönert.
L'église Saint-Urbain est construite vers 1200. Elle montre la prospérité des agriculteurs et des marins du Wursten.
Le phare d'Obereversand est bâti en 1886. En raison de l'érosion du sable et de la glace, sa base est fortement endommagée. On effectue son déplacement vers une nouvelle base en mars 2003 pour conserver cette attraction touristique.

## Personnalités liées à la commune
- Wilhelm von Borries (1802-1883), homme politique du royaume de Hanovre.
- Sophus Ruge (1831-1903), géographe.
- Karl Olfers (1888-1968), homme politique (SPD), président du parlement de Basse-Saxe.
- Wolfgang von Geldern (né en 1944), homme politique (CDU), secrétaire d'État parlementaire au ministère de l'Agriculture.

## Source, notes et références
- Phare d'Obereversand
- Dorum Parc national de la mer des Wadden (en français)

- (de) Cet article est partiellement ou en totalité issu de l’article de Wikipédia en allemand intitulé « Dorum » (voir la liste des auteurs).